# Motta Visconti
Motta Visconti es una localidad y comune italiana de la provincia de Milán, región de Lombardía, con 7.483 habitantes.

## Evolución demográfica
| Gráfica de evolución demográfica de Motta Visconti entre 1861 y 2001 |
|                                                                      |
| Fuente ISTAT - elaboración gráfica de Wikipedia                      |